# Římskokatolická farnost Boskovice
Římskokatolická farnost Boskovice je územní společenství římských katolíků ve městě Boskovice s farním kostelem svatého Jakuba. Farnost je součástí boskovického děkanství v rámci brněnské diecéze. Do farnosti patří kromě Boskovic ještě Lhota Rapotina a Vratíkov.

## Historie farnosti
Vůbec první historická zpráva o Boskovicích pochází z roku 1222. První písemná zmínka o farním kostele pochází z roku 1346. Původní kostel měl tři věže, avšak po několika požárech a úpravách (zejména kolem roku 1500), změnil svůj vzhled. Do roku 1786 se v okolí kostela nacházel hřbitov. Kostelní věž, která v dnešní době měří 41 metrů, dosahovala před velkými požáry a úpravami 60 metrů.

## Duchovní správci
Farářem byl od 1. srpna 2003 R. D. Miroslav Šudoma, který zde působil do 10. července 2025. K 11. červenci 2025 se dočasným administrátorem excurrendo stal Michal Polenda, farář z farnosti Křetín.
Od 29. června 2014 působil jako farní vikář R. D. Mgr. Michal Seknička. K červenci 2017 byl zde farním vikářem R. D. Sylwester Jurczak.

## Bohoslužby
| Kostel           | Místo          | Bohoslužba (den)                                 | Hodina                                             | Poznámka        |
| ---------------- | -------------- | ------------------------------------------------ | -------------------------------------------------- | --------------- |
| svatého Jakuba   | Boskovice      | neděle pondělí úterý středa čtvrtek pátek sobota | 7.00 a 9.00 18.00 7.00 18.00 (pro děti) 7.00 18.00 | farní kostel    |
| Všech svatých    | Boskovice      |                                                  |                                                    | filiální kostel |
| svatého Vavřince | Lhota Rapotina |                                                  |                                                    | filiální kostel |

## Primice
Ve farnosti slavil primici:
- Dne 30. června 2002 Mgr. Ing. Petr Cvrkal SDB.[5]

## Aktivity ve farnosti
Jednou měsíčně vychází společný zpravodaj pro farnosti Boskovice a Svitávka. Výuka náboženství probíhá na faře v Boskovicích. Každou neděli dopoledne je na faře otevřená farní knihovna. Každé druhé úterý v měsíci (vždy od 20.00) bývá na faře setkání těch, kteří se chtějí nějak vzdělávat v otázkách víry. Na Den vzájemných modliteb farností za bohoslovce a bohoslovců za farnosti brněnské diecéze i Adorační den se koná 10. prosince.
Každoročně se koná tříkrálová sbírka. V roce 2017 dosáhl výtěžek sbírky v Boskovicích 65 749 korun.
Dne 24. června 2017 přijal jáhenské svěcení kandidát stálého diakonátu Ing. Martin Klusáček, pocházející z boskovické farnosti.

## Fotogalerie

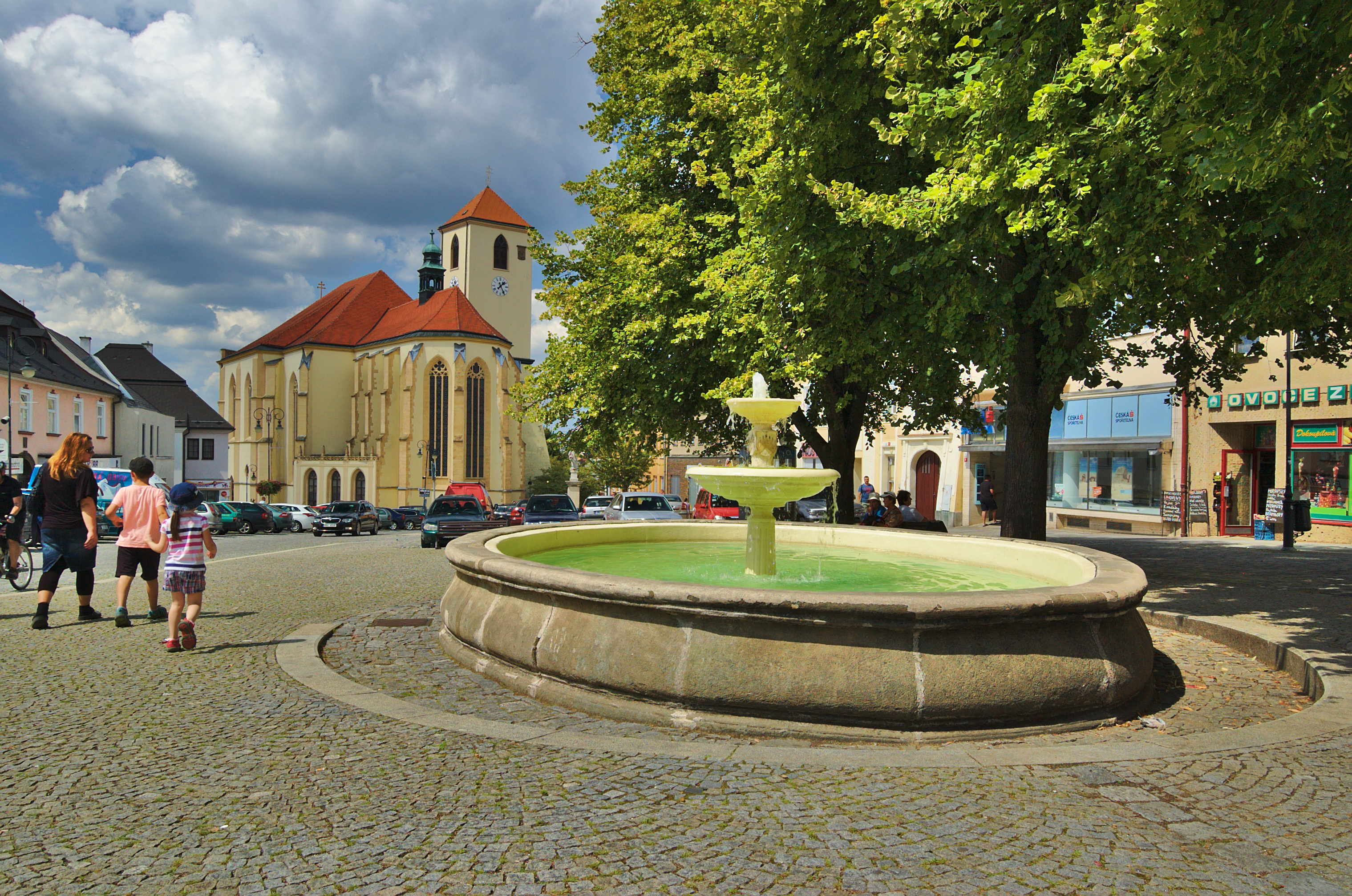
Kostel svatého Jakuba Staršího, Boskovice
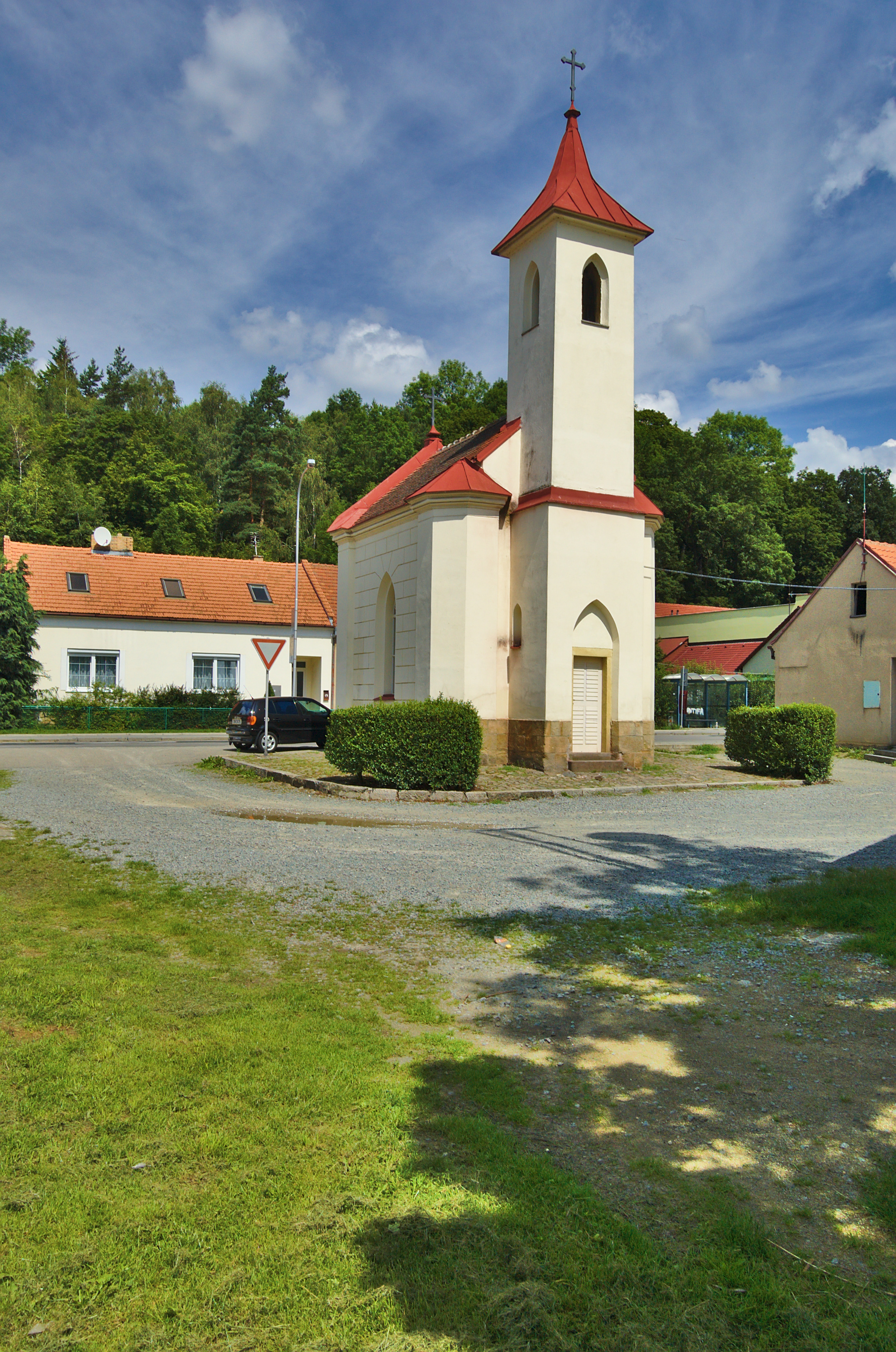
Kaple Panny Marie Bolestné, Boskovice
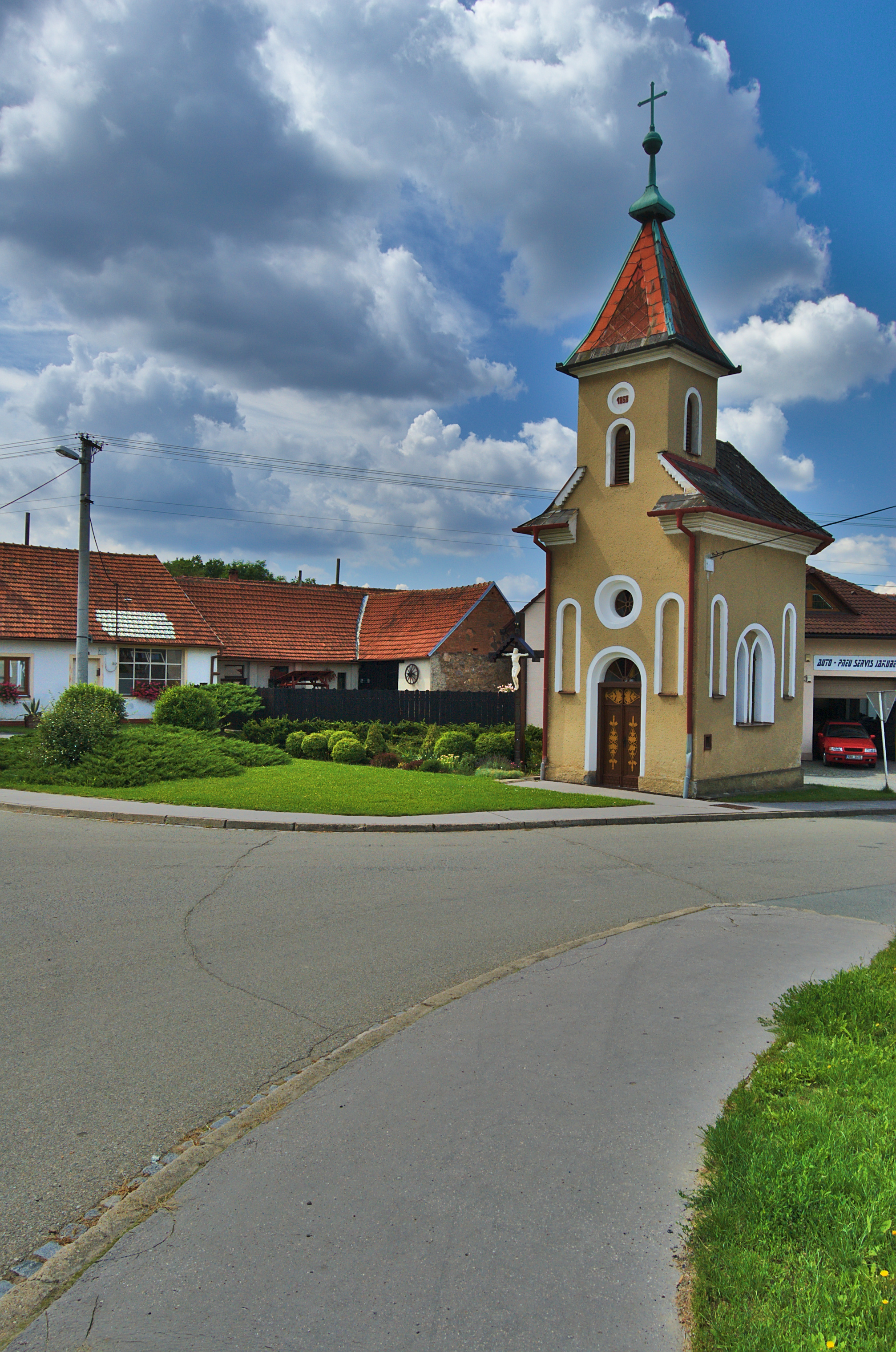
Kaple, Vratíkov
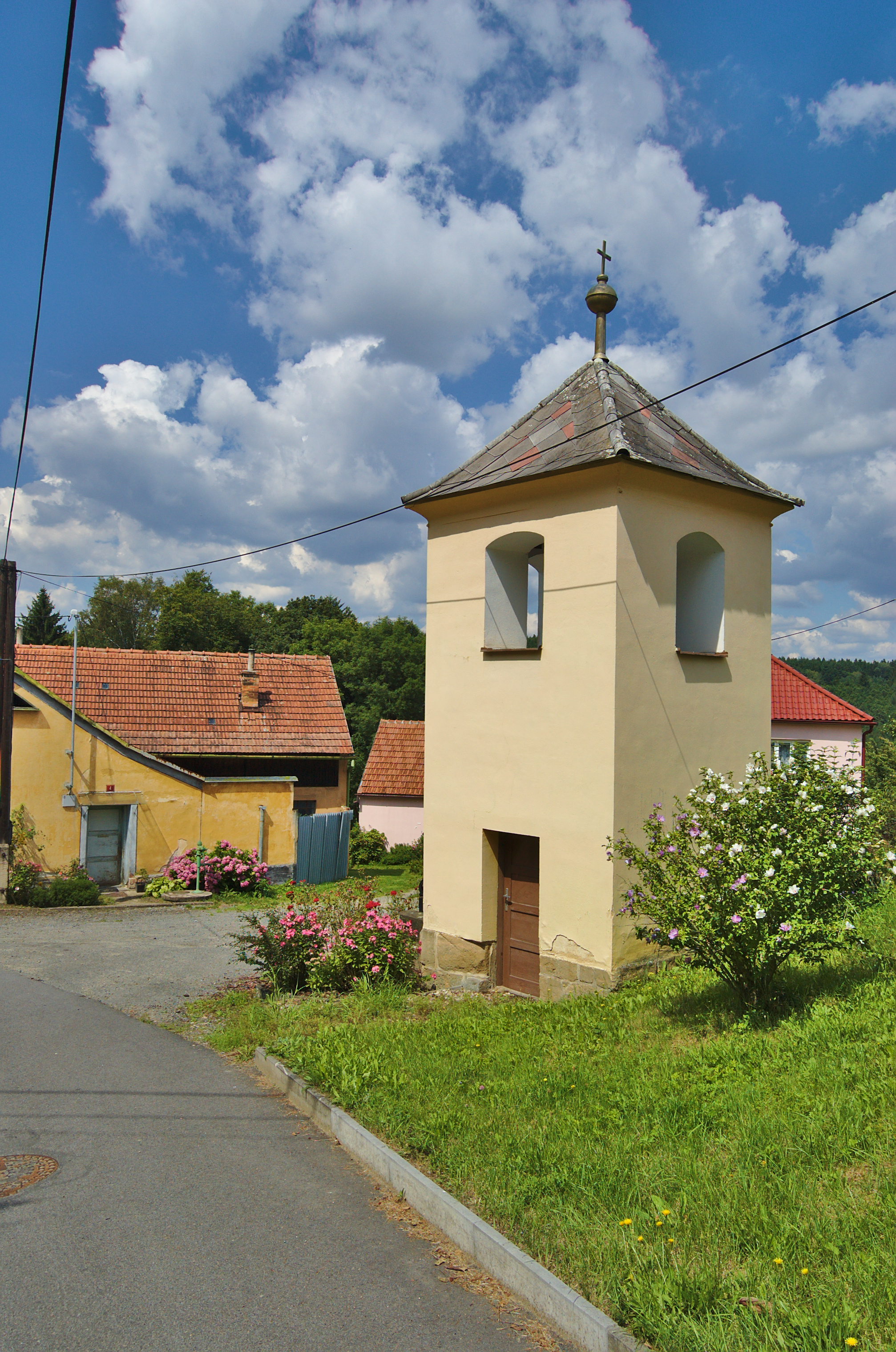
Zvonice, Hrádkov